# Ла Фосета (Венеција)
Ла Фосета (итал. La Fossetta) је насеље у Италији у округу Венеција, региону Венето.
Према процени из 2011. у насељу је живело 108 становника. Насеље се налази на надморској висини од 1 м.